# Drogowit

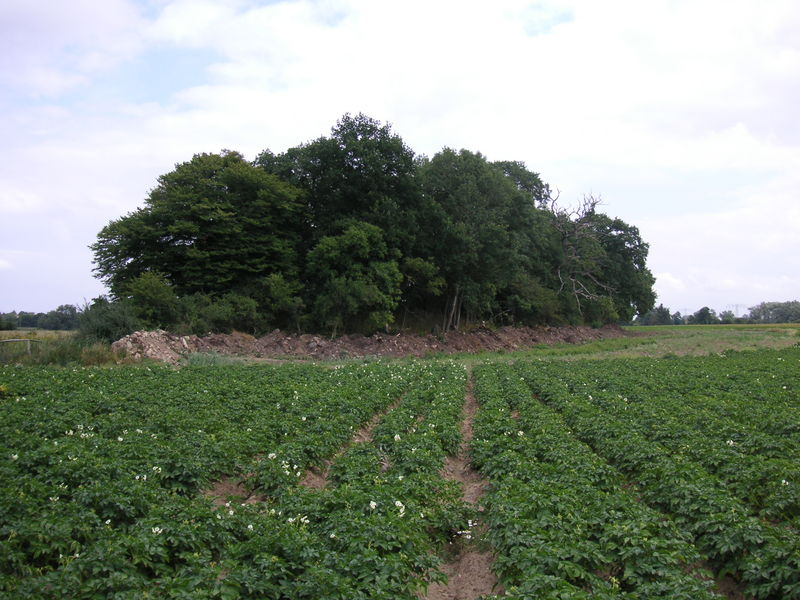
Pozostałości słowiańskiego grodu przypisywanego Wieletom

Drogowit – książę Wieletów w VIII wieku.
Prawdopodobnie w 738 poparł Karola Młota w walce z Sasami. W 789 toczył wojnę z Karolem Wielkim (wspieranego przez Sasów, Fryzów, Obodrytów i Serbów), w wyniku której podporządkował się Frankom. Zjednoczył on pod swym panowaniem następujące ludy słowiańskie: Nieletyków, Doszan, Mintga, Moryków, Doleńców, Błoto, Międzyrzecze, Czrezpienian i Chyżan.